# Слоновиці (Поморське воєводство)
Слоновиці (пол. Słonowice, нім. Groß Schlönwitz) — село в Польщі, у гміні Кобильниця Слупського повіту Поморського воєводства.
Населення — 171 особа (2011).
У 1975-1998 роках село належало до Слупського воєводства.

## Демографія
Демографічна структура станом на 31 березня 2011 року:
|          | Загалом | Допрацездатний вік | Працездатний вік | Постпрацездатний вік |
| -------- | ------- | ------------------ | ---------------- | -------------------- |
| Чоловіки | 92      | 21                 | 65               | 6                    |
| Жінки    | 79      | 16                 | 50               | 13                   |
| Разом    | 171     | 37                 | 115              | 19                   |